# Kasra

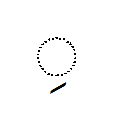
Kasra

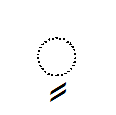
Kasratān

Kasra (كَسْرَة) ist ein optionales Schriftzeichen der arabischen Schrift, das zur Vokalisierung von Texten verwendet wird. Es dient zur Kennzeichnung des kurzen Vokals i (wie in „Rind“). Das Kasra, ein kurzer Schrägstrich, wird in der Regel unter den zu vokalisierenden Konsonanten gesetzt (in der Grafik als Kreis angedeutet). Ein nachfolgendes Yā' kann den Kurzvokal i zu ī dehnen.
Im Persischen heißt das Zeichen Kasre (کسره) oder Zīr (زیر) und steht für ein undehnbares e. Die türkische Bezeichnung lautet Esre.

## Schadda und Kasra
Auch in Kombination mit Schadda steht klassischerweise unter dem Konsonanten. In modernen Drucken jedoch wird Kasra meist über den Konsonanten unmittelbar unter Schadda gesetzt. Diese Konvention geht auf Ahmad Zaki Pascha zurück, damit das Auge beim Lesen nicht zwischen oben und unten wechseln muss. In digitaler Umgebung hängt die Darstellung insofern von dem verwendeten Font und hierbei ggf. auch von der Eingabereihenfolge von Schadda (U+0651) und Kasra (U+0650) ab. Bei U+FC62 aus dem Unicodeblock Arabische Präsentationsformen-A wird Kasra meist direkt unter Schadda angezeigt (Beispiel: فَه‍ﱢ‍مْ fahhim ‚erkläre!‘).

## Kasratān
Für die Kennzeichnung der Genitivendung -i (bei determinierten Substantiven und Adjektiven) wird ebenfalls ein Kasra verwendet. Ist die Genitivendung indeterminiert, lautet die Endung -in, und es werden zwei Kasra (Kasratān, siehe auch Nunation) gesetzt.

## Kasra in Unicode
| Unicode Codepoint | U+0650       |
| Unicode-Name      | ARABIC KASRA |
| HTML              | &#1616;      |
| ISO 8859-6        | 0xf0         |

## Kasratān in Unicode
| Unicode Codepoint | U+064D          |
| Unicode-Name      | ARABIC KASRATAN |
| HTML              | &#1613;         |
| ISO 8859-6        | 0xed            |